# Völs (Tyrolsko)
Völs je obec v Rakousku ve spolkové zemi Tyrolsko ve správním i soudním okrese Innsbruck-venkov.
K 1. lednu 2021 zde žilo 6963 obyvatel.

## Poloha
Völs leží v nadmořské výšce 574 m v údolí řeky Inn a na západě sousedí s Innsbruckem. Völs má rozlohu 5,62 km². Z toho 37 % tvoří lesy, 24 % orná půda adevět procent zahrady. Z celkové rozlohy je 62,4 % území obydleno.

### Sousední obce
Völs sousedí s obcemi Birgitz, Götzens, Innsbruck, Kematen in Tirol, Natters, Zirl.

## Historie
Nejstaršími doklady osídlení jsou nálezy kamenných seker z 3. tisíciletí př. n. l. Z římského období pocházejí nálezy mincí a bronzová figurka závaží, zvaná Völský Bakchus (výška 10 cm, váha 1,38 kg) z 1. století našeho letopočtu, považovaná za jeden z nejvýznamnějších nálezů té doby a svého druhu v Tyrolsku.
První písemné zmínky o majiteli osady pocházejí z let 1183–1188 z pamětní knihy benediktinského kláštera Benediktbeuern; jmenoval se Heinricus de Velles. Jeho hrad Vellenburg se v písemných pramenech objevuje od roku 1164 a leží v blízkosti Völsu na katastru obce Götzen. V roce 1312 se Völs stal samostatnou obcí. V roce 1954 si obec zavedla znak s polovinou koně, převzatý z erbu pánů z Völsu.

## Hospodářství
Do poloviny 20. století převažovala zemědělská výroba, nyní velkou plochu zaujímají hypermarkety a skladové haly. V roce 2001 byl Völs z tohoto důvodu povýšen na tržní město.
V současnosti Völs s Innsbruckem spojuje rychlodráha (Schnellbahn) č. 1, 2 a obec plní roli jeho nákupního a skladového centra. Mnozí obyvatelé pracují jako pendleři ve spedici.

## Památky

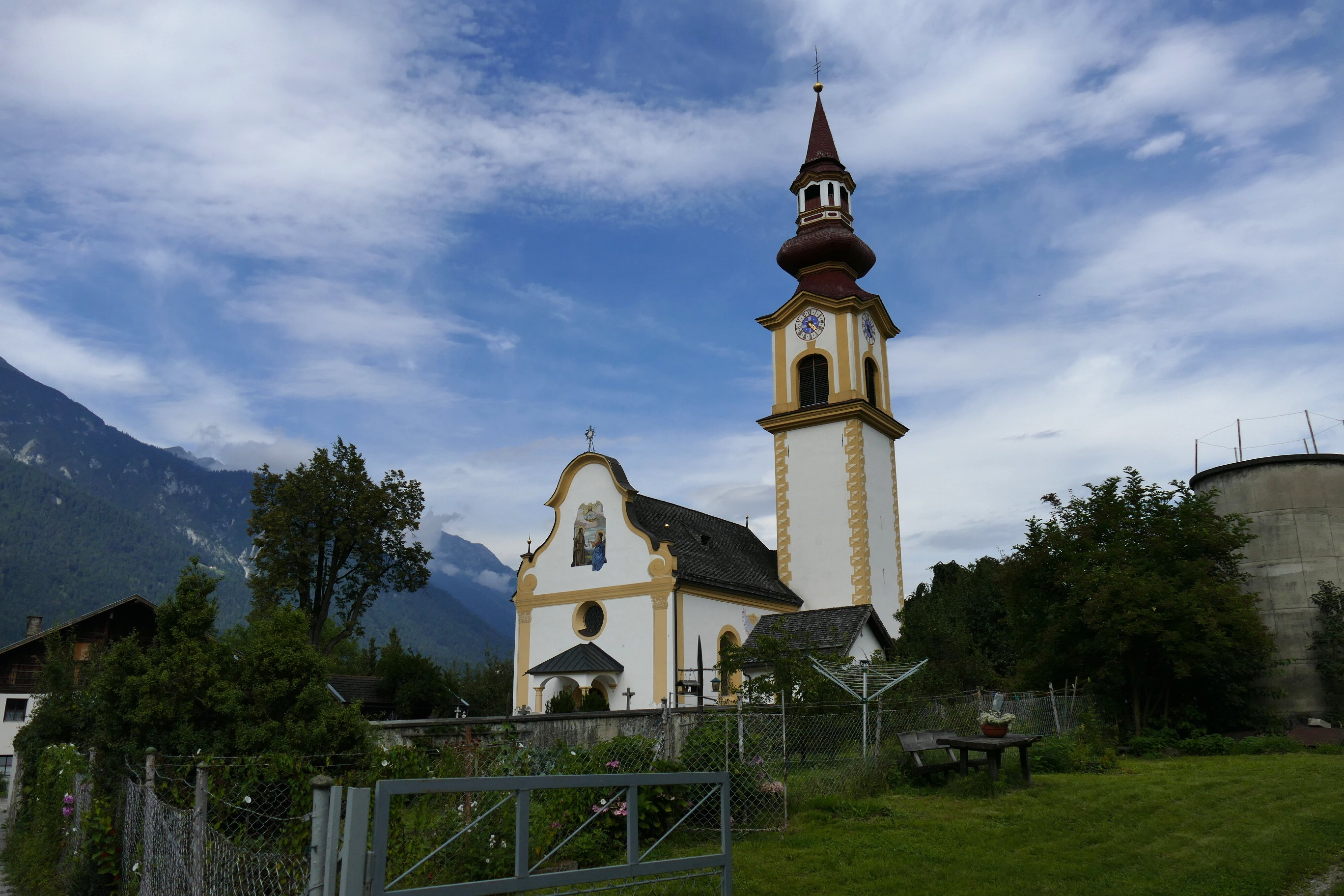
Kostel sv. Jodoka a Lucie

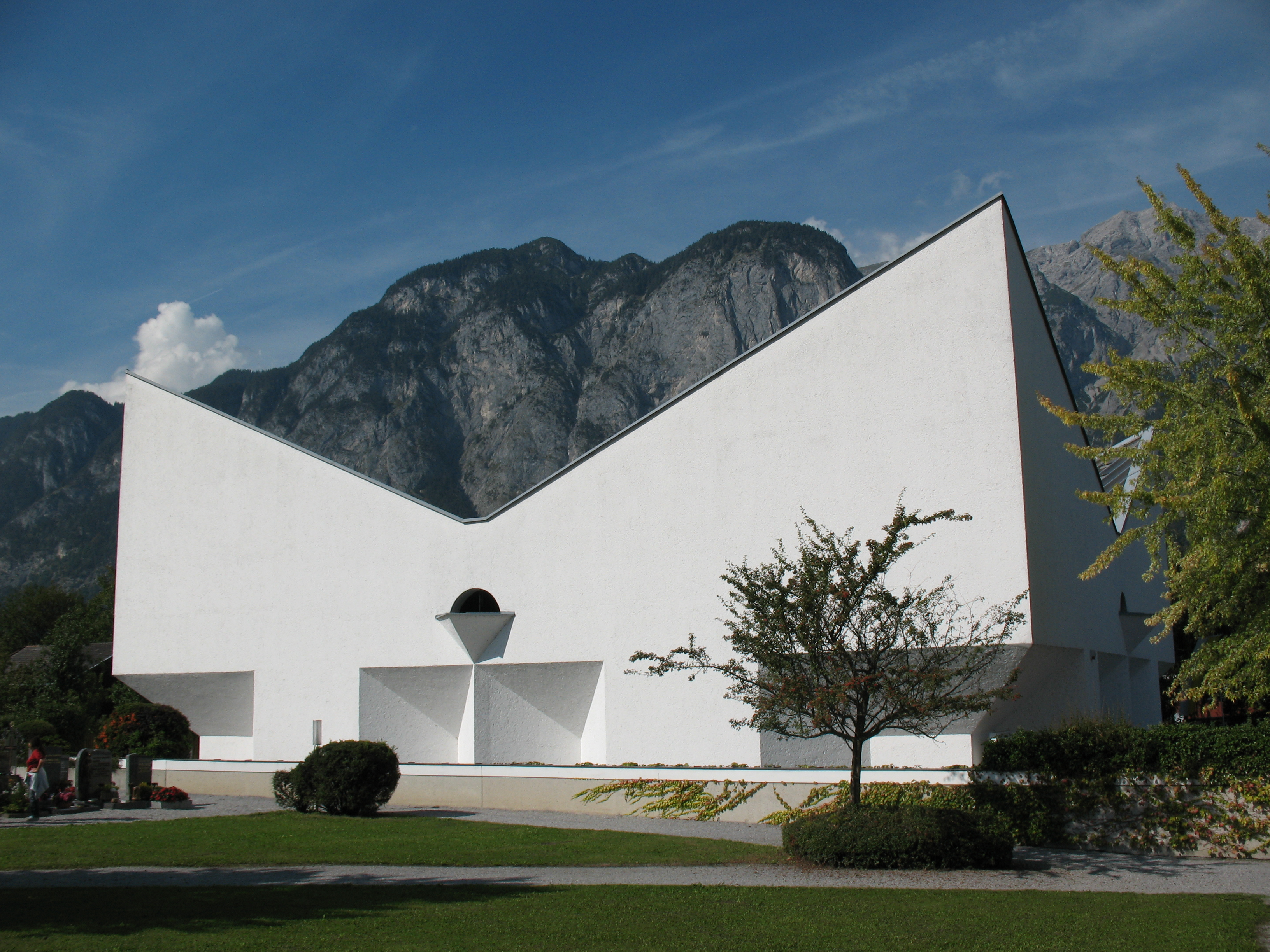
Emauzský kostel

- Farní kostel sv. Jodoka a Lucie se hřbitovem, pozdně gotický z roku 1494, průčelí a věž jsou barokní
- Kostel Ježíše Krista v Emauzích, moderní betonová stavba architekta Josefa Lacknera z let 1965–1967
- Kaple sv. Blažeje na vrchu Blasienberg, ze 17. století, uvnitř poutní obraz Panny Marie Pomocné
- Křížová cesta s výklenkovými kaplemi
- Pomník obětem první světové války
- Museum Thurnfels – archeologická sbírka nálezů z doby bronzové a římské[6]

## Znak
Blason: Ve stříbrném štítě červená přední polovina koně se zlatou uzdou skákající doprava.
Obecní znak, udělený v roce 1954, vychází z pečeti šlechticů z Völsu, jejichž hrad stál na Blasienbergu a kteří se také nazývali rytíři z Blasienbergu[8].